# Miroslav Vitouš

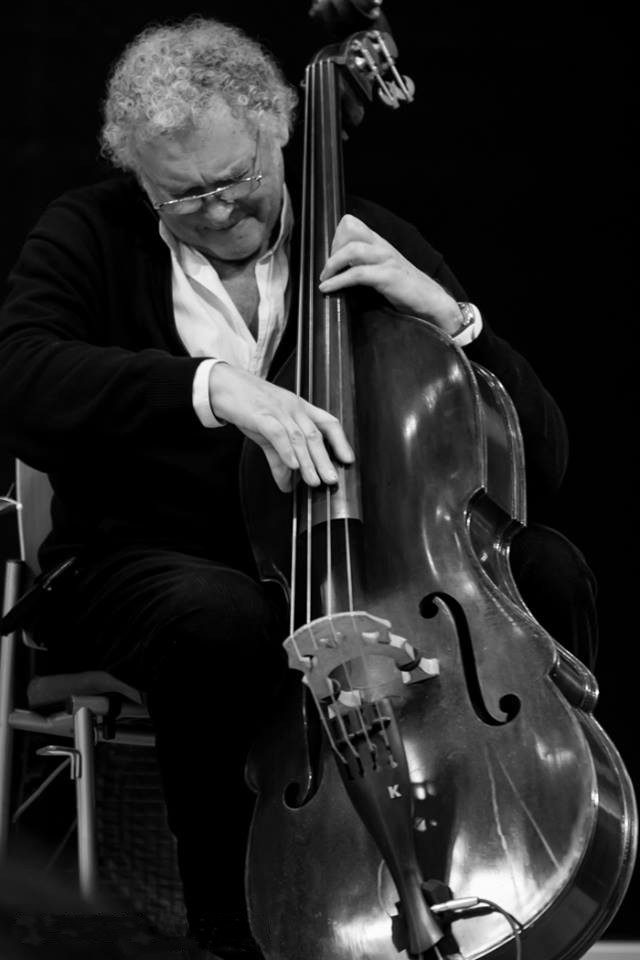
Miroslav Vitouš

Miroslav Ladislav Vitouš , nacido el 6 de diciembre de 1947) en Praga (República Checa), es un afamado bajista de jazz.

## Biografía
Vitouš comenzó a estudiar el violín a la edad de seis años y el piano a los diez. A partir de los catorce años comenzaría a tocar el bajo, instrumento que le daría reconocimiento mundial en el mundo de la música de jazz.
El virtuosismo de Vitouš es equiparado por la crítica especializada con el de Scott LaFaro, Dave Holland, Niels-Henning Ørsted Pedersen o Christian McBride. Un representativo ejemplo de Vitouš tocando el contrabajo es Now He Sings, Now He Sobs (1968), con Chick Corea al piano y Roy Haynes en la percusión. Este álbum muestra su gran sentido del ritmo y su innovadora improvisación. Su primer álbum como líder, Infinite Search, posteriormente reeditado con pequeños cambios como Mountain In The Clouds, contó con varias figuras clave del movimiento de jazz fusión: John McLaughlin, Herbie Hancock, Jack DeJohnette y Joe Henderson.
Fue miembro fundador del grupo Weather Report, y ha tocado junto a músicos como Jan Hammer, Freddie Hubbard, Miles Davis, Chick Corea, Wayne Shorter, Joe Zawinul o Jan Garbarek. Debido a diferencias personales, Vitouš abandonó Weather Report, siendo sustituido por el bajista Alphonso Johnson. En 1988 Vitouš volvió a Europa para centrase en la composición, aunque también continúa tocando su instrumento en festivales.

## Discografía selecta
- Infinite Search
- Purple
- Magical Shepherd
- Majesty Music
- Miroslav
- Guardian Angels
- First Meeting (ECM)
- Miroslav Vitouš group (ECM)
- Journey's end (ECM)
- Emergence (ECM)
- Star (ECM)
- Atmos (ECM)
- Universal Syncopations (ECM)
- Universal Syncopations 2 (ECM) - será publicado en junio del 2007
- Remembering Weather Report (ECM)